# Micranthes nudicaulis
Micranthes nudicaulis är en stenbräckeväxtart. Micranthes nudicaulis ingår i släktet rosettbräckor, och familjen stenbräckeväxter.

## Underarter
Arten delas in i följande underarter:
- M. n. nudicaulis
- M. n. soczavae
- M. n. vaginalis